# Gomo Co
Gomo Co (kinesiska: Gemu Cuo, 戈木错) är en sjö i Kina. Den ligger i den autonoma regionen Tibet, i den sydvästra delen av landet, omkring 700 kilometer nordväst om regionhuvudstaden Lhasa. Trakten runt Gomo Co är ofruktbar med lite eller ingen växtlighet.
Genomsnittlig årsnederbörd är 209 millimeter. Den regnigaste månaden är juli, med i genomsnitt 44 mm nederbörd, och den torraste är november, med 1 mm nederbörd.